# Lijst van Stolpersteine in Krimpen aan den IJssel
De lijst van Stolpersteine in Krimpen aan den IJssel geeft een overzicht van de gedenkstenen die in de gemeente Krimpen aan den IJssel in de Nederlandse provincie Zuid-Holland zijn geplaatst in het kader van het Stolpersteine-project van de Duitse beeldhouwer-kunstenaar Gunter Demnig.
Stolpersteine zijn opgedragen aan slachtoffers van het nationaalsocialisme, al diegenen die zijn vervolgd, gedeporteerd, vermoord, gedwongen te emigreren of tot zelfmoord gedreven door het nazi-regime. Demnig legt voor elk slachtoffer een aparte steen, meestal voor de laatste zelfgekozen woning.
Omdat het Stolpersteine-project doorloopt, kan deze lijst onvolledig zijn.

## Stolpersteine
In  Krimpen aan den IJssel liggen zes Stolpersteine op zes adressen.

### Krimpen aan den IJssel
| Afbeelding | Inscriptie | Adres                      | Herdachte persoon                             |
| ---------- | --- | -------------------------- | --------------------------------------------- |
|            | HIER WOONDE CORNELIS ALBERTUS ENGELSE GEB. 1892 GEARRESTEERD 3.3.1942 VERMOORD 31.10.1942 MAUTHAUSEN          | IJsseldijk 338-340         | Cornelis Albertus Pieter Engelse (1892-1942)  |
|            | HIER WOONDE ARIE CORNELIS VAN DER GIESSEN GEB. 1916 GEARRESTEERD 2.10.1942 VERMOORD 10.6.1944 KAMP HAAREN     | Schaardijk 21 Kaart (OSM)  | Aat van der Giessen (1916-1944)               |
|            | HIER WOONDE BOELO KOENS GEB. 1914 GEARRESTEERD 7.11.1941 VERMOORD 3.5.1942 SACHSENHAUSEN                      | Koningin Wilhelminaplein 3 | Boelo Koens (1914-1942)                       |
|            | HIER WOONDE HERRIM MATZCINSKY GEB. 1872 GEDEPORTEERD 1943 UIT WESTERBORK VERMOORD 13.3.1943 SOBIBOR           | Poldersedijk 4             | Herrim Matzcinsky (1872-1943)                 |
|            | HIER WOONDE ADOLF HARRY MOSES GEB. 1918 GEDEPORTEERD 1943 UIT WESTERBORK VERMOORD 23.7.1943 AUSCHWITZ         | Kruisstraat 13             | Adolf Harry Moses (1918-1943)                 |
|            | HIER WOONDE SELMA JOHANNA VAN REEUWIJK- HAGENS GEB. 1909 GEARRESTEERD 25.9.1942 VERMOORD 27.12.1942 AUSCHWITZ | Waalsingel 46              | Selma Johanna van Reeuwijk-Hagens (1909-1942) |

## Data van plaatsingen
- 11 november 2020: zes Stolpersteine op IJsseldijk 338-340, Koningin Wilhelminaplein 3, Kruisstraat 13, Poldersedijk 4, Schaardijk 21, Waalsingel 46,